# Томислав Глумац
Томислав Глумац (хорв. Tomislav Glumac, нар. 19 січня 1991, Дубровник) — хорватський футболіст, захисник клубу «Умранієспор». Грав за молодіжну збірну Хорватії.

## Клубна кар'єра
Народився 19 січня 1991 року в місті Дубровник. Вихованець футбольної школи клубу «Хайдук» (Спліт).
У дорослому футболі дебютував 2009 року виступами на умовах оренди за команду клубу «Задар», в якій провів два сезони, взявши участь у 34 матчах чемпіонату. 
Своєю грою за цю команду привернув увагу представників тренерського штабу основної команди «Хайдука» (Спліт), до складу якої приєднався 2011 року. Провів у її складі лише одну гру в чемпіонаті протягом сезону, і у 2012 перейшов до іншого сплітського клубу,  «Спліта» за який відіграв три сезони.
Влітку 2015 перейшов до першолігового турецького клубу «Баликесірспор». Після чотирьох сезонів в останньому перейшов до іншої турецької команди «Умранієспор».

## Виступи за збірні
2010 року дебютував у складі юнацької збірної Хорватії, взяв участь у 10 іграх на юнацькому рівні.
2011 року залучався до складу молодіжної збірної Хорватії. На молодіжному рівні зіграв у 4 офіційних матчах.